# Campodorus orientalis
Campodorus orientalis là một loài tò vò trong họ Ichneumonidae.